# 流鏑馬
流鏑馬（やぶさめ、異表記: 鏑流馬）は、日本の古式弓馬術（伝統的騎射術）である。武家社会で行われた騎射の一種で、馬術と弓術を組み合わせたもの。
疾走する馬に乗りながら鏑矢（かぶらや）で的（まと）を射る、技術であり儀式であり競技である。
現代では、武田流や小笠原流などの流派が伝承する流鏑馬と、神社の神職や氏子、または保存会などに受け継がれた流鏑馬が、催事（信仰と関わりないイベント）と神事のいずれかの形で実施されている。
古式とは別に新しく考案された弓馬術の儀式もあり、これも「流鏑馬」と呼ばれている。さらには、流鏑馬をスポーツ競技として規格化したものもあり、「流鏑馬」「競技流鏑馬」「スポーツ流鏑馬」などと呼ばれている。

## 概要

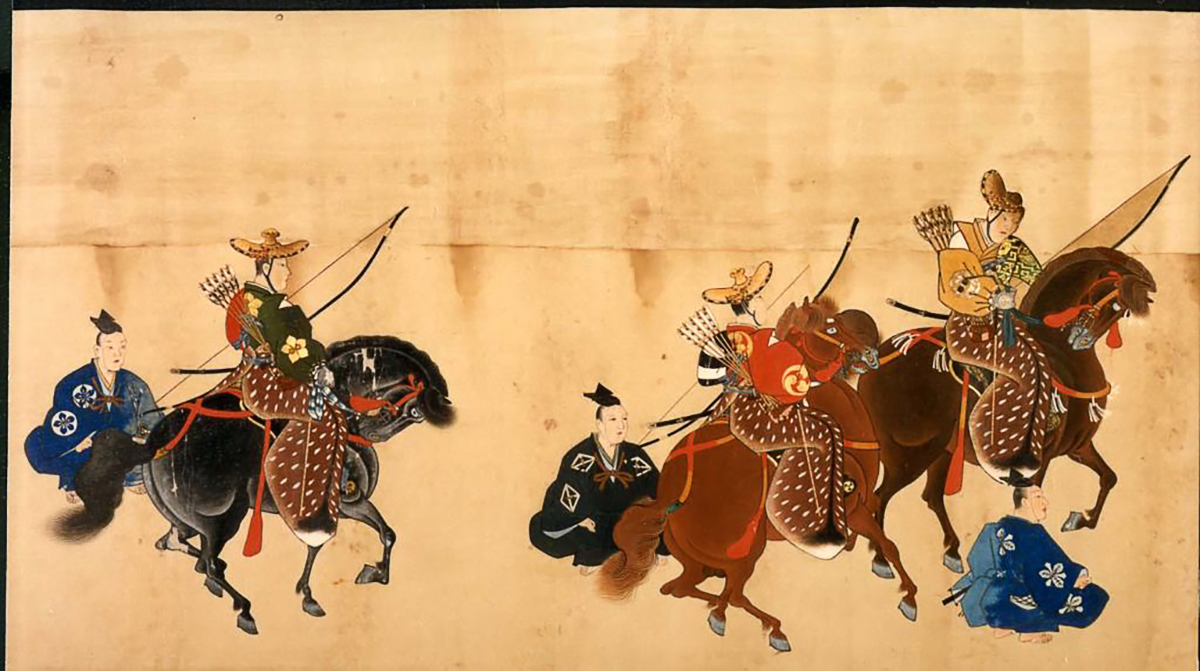
流鏑馬の射手の狩装束
（『流鏑馬絵巻』穴八幡宮蔵より）

### 名称
古代においては、「馬的射（むまゆみいさせ）」「騎射（むまゆみ）」「矢馳せ馬（やはせむま）」と呼ばれていた。
これが矢馳せ馬（やばせめ、やばせうま）」と変化し、さらに「やぶさめ」へと転訛し、その音変化に対して当て字されたのが「流鏑馬」および「鏑流馬」であったと考えられている。
現代では小笠原流や武田流を始め「流鏑馬」の表記が多く使われている。

### 歴史
流鏑馬の起源は6世紀中頃（552年）に欽明天皇が国の内外の戦乱を治めるため、九州豊前の宇佐の地において、神功皇后・応神天皇を祀り「天下平定・五穀豊穣」を祈願し、最も騎射に長じた者に馬上から三つの的を射させた神事が始まりとされている。
日本書紀に天武天皇9年（682年）「朝嬬に幸す。因りて大山位より以下の馬を長柄杜長柄神社に看す。乃馬的射させたまふ」（天武天皇が長柄神社で流鏑馬を催し観覧した。）とある。
続日本紀文武天皇二年（698年三月「山背国の賀茂祭の日にもろびとをあつめて騎射（むまゆみ）することをいさむ」（京都府の葵祭で人々を集めて流鏑馬をすることを禁止する）とある。
流鏑馬を含む弓馬礼法は、寛平8年（896年）に宇多天皇が源能有に命じて制定され、また、『中右記』の永長元年（1096年）の項などに記されているように、馬上における実戦的弓術の一つとして平安時代から存在した。
一方で出雲伊波比神社では康平6年（1063年）に源義家が奉納するなど、神事としても行われていた記録がある。
関白藤原忠通によって春日大社若宮の社殿が改築され、保延2年（1136年）3月4日春日に詣で、若宮に社参（中右記・祐賢記文永10・2・26条）し、9月17日始めて春日若宮おん祭を行ない、大和武士によって今日まで「流鏑馬十騎」が奉納され続けてきた。（中右記・一代要記）
『吾妻鏡』には源頼朝が西行に流鏑馬の教えを受け復活させたと記されている。鎌倉時代には「秀郷流」と呼ばれる技法も存在し、武士の嗜みとして、また幕府の行事に組み込まれたことも含めて盛んに稽古・実演された。北条時宗の執権時代までに、鶴岡八幡宮では47回の流鏑馬が納められたとされる。だが、しかし、個人の武勇に頼っていた時代から、兵法や兵器が進化して足軽や鉄砲による集団戦闘の時代である室町時代・安土桃山時代と、時を経るに従い、一時廃れた。
江戸時代に入り、享保9年（1724年）、時の将軍、徳川吉宗の命を受けた小笠原流20代小笠原常春は、小笠原家の伝書を研究し新たな流鏑馬制定、古式と共に奥勤めの武士達に流鏑馬、笠懸の稽古をつける。享保13年（1728年）、徳川家重の世嗣ぎのために疱瘡治癒祈願として穴八幡宮北の高田馬場（現在の東京都新宿区西早稲田三丁目）にて流鏑馬を執り行い、これを奉納した（この10年後、無事疱瘡祈願成就した折に報賽として再び行われ、その様子を絵巻にしたものが『流鏑馬絵巻』である）。この後、将軍家の厄除け、誕生祈願の際などに度々流鏑馬が行われるようになる。
明治維新を経て幕府解体、また第二次世界大戦と以後の煽りを受けるなど三度の衰退を見るが、明治以降も継承され続け、現在に至る。
現在、流鏑馬は様式を多様に変化させつつも伝統を受け継ぎ、日本各地で盛んに行われ、観光の目玉となっている。また、スポーツ流鏑馬という名称で競技性を持たせた馬上弓術が乗馬倶楽部などにより新興され各所のルールで親しまれている。

### 馬場
馬を疾走させる直線区間で、通常2町（約218メートル）。進行方向左手に間を置いて3つの的を立てる。馬場から的までの距離は5m前後、的の高さは2m前後（流派や規定の違いにより、それぞれの距離にはばらつきがある）。射手は、狩装束を纏い、馬を疾走させ、連続して矢を射る。

### 騎射三物
馬上における弓術には、他に笠懸（かさがけ）や犬追物（いぬおうもの）があり、流鏑馬と合わせて「騎射三物」とされる。的と射手との距離を10 - 15間（約18 - 27メートル）に1つ置いたものを「笠懸」、竹垣で囲んだ馬場に150匹の犬を放し、射手36騎が3手に分かれて犬を射るものを「犬追物」という。犬追物では、犬を傷つけないよう大型の鏑をつけた矢を用いる。

## 詳細
以下、徳川氏での例について述べる。
馬場は長さ2町である。広さ2杖半ほどの中に幅1杖の芝を張るか、または縄を張って、中に砂を撒いて馬走とする。いちだん掘り下げることもある。両側には埒がある。左を男埒といい、高さは2尺3寸、右側は女埒といい、高さは2尺、木製でもあり、萩でも結ぶ。
的は3箇所に立てる。一の的までは48杖、一の的から二の的間は38杖、二の的から三の的間は37杖である。的と馬走との間は3杖であり、上手には5杖、7杖などに的を立てることもある。的は方1尺8寸、厚さ1分ほどの檜板である。的串の長さは3尺5寸ほどで、的を挟み、頂点を上下に（いわゆるダイヤ型に）立てる。
射手の服装は水干（すいかん）、または鎧直垂（よろいひたたれ）を着て、裾および袖をくくり、腰には行縢（むかばき）をつけ、あしに物射沓（ものいぐつ）をはき、左に射小手（いごて）をつけ、手袋をはめ、右手に鞭をとり、頭には綾藺笠（あやいがさ）を戴く。太刀を負い、刀を差し、鏑矢を五筋さした箙（えびら）を負い、弓並びに鏑矢一筋を左手に持つ。
次第は、射手、諸役ともに神拝が終わって馬場に行き、馬場を一通り見て回り、射手は馬場末に集まり並び、ウマを立て、諸役はそれぞれ所定の位置につく。日記役が立ち出て、射手の中から一番の射手がこれに出向かってひざまずくとき、日記役は「流鏑馬はじめませ」と宣する。この間、一同の射手は下馬する。一番の射手がこれを受けて立ち帰り、射手に伝え、一同うちそろって乗馬し、馬場元に行き、扇形にウマを立て並ぶ。一番の射手がまずウマを進めて立ち出、祝詞を奏し、終わって中啓を出し、扇捌きをなし、そのままウマを馳せ出し、中啓を前方に高く投げ揚げ、取りかけて一の的を射る。これを揚扇という。次いで二の的、三の的を射ることは変わらない、射手次々と射終わり、5騎でも7騎でも、当日最後の射手は老練、上手の者がこれにあたり、まず一の的を射て矢番いし、ただちに右手に鞭を取り、高く差し上げ、静かにこれを下ろして取りかけ二の的を射、三の的の前にも鞭を上げる。これを揚鞭といい、はなはだ困難な技術である。射手は射終わった者から馬場元に集まるから、全部終了のときはただちに乗り出して、諸役はそれぞれの位置について支度所に戻る。
射法は、胴造り及び矢番いに特色がある。ウマを追い出すとともに鞍まわりといって、左右の膝を開き鐙に立ち上がり、身体は鞍と3寸くらい空くようにする。これを鞍をすかすという。身体は前に伏せ、胸をそらせる。一の矢は番えて出るけれども、二の矢、三の矢は箙から抜いて番える。
流鏑馬では声を掛ける。式には一の的手前で「インヨーイ」と短く太く掛け、二の的手前で「インヨーイインヨーイ」と甲声でやや長く掛け、三の的手前では「インヨーイインヨーイインヨーーイ」と甲を破って高く長く掛ける。略では「ヤアオ」「アララインヨーイ」「ヤーアアオ」「アラアラアラアラーーッ」などと掛ける。
日記は、当日射手、姓名を記し、中不を記す。奉書を長く二つ折りにして、右端を水引で綴じて作る。

## 全国の開催地と行事名称・概要

### 東北地方
- 青森県青森市 - 合浦公園 善知鳥の浜 - 国際大会
- 青森県青森市 - 浪岡城跡
- 青森県十和田市 - 桜流鏑馬 - 女性射手限定
- 青森県十和田市 - 駒フェスタ
- 青森県八戸市 - 櫛引八幡宮 - 流鏑馬神事
- 青森県弘前市 - 弘前城 - 国際大会
- 岩手県遠野市 - 遠野郷八幡宮 - 例大祭・9月15日
- 岩手県盛岡市 - 盛岡八幡宮 - 例大祭
- 宮城県仙台市 - 大崎八幡宮 - 例大祭・9月
- 山形県寒河江市 - 寒河江八幡宮 - 前日祭と例大祭・9月
- 福島県石川郡古殿町 - 古殿八幡神社 - 例大祭・笠懸と併催・10月第2土日
- 福島県いわき市 - 飯野八幡宮 - 9月15日直前の土日

### 関東地方
- 茨城県笠間市 - 笠間稲荷神社 - 小笠原流・11月3日（文化の日）
- 茨城県土浦市 - 日枝神社 - 日枝神社流鏑馬祭・4月
- 栃木県宇都宮市 - 宇都宮二荒山神社 - 例祭秋山祭の附祭菊水祭流鏑馬神事・10月最終土日
- 栃木県佐野市 - さの秀郷まつり - 秀郷流・8月上旬
- 栃木県日光市 - 日光東照宮 - 小笠原流・5月と10月
- 埼玉県入間郡毛呂山町 - 出雲伊波比神社 - 春の流鏑馬・3月 - 秋の流鏑馬・11月
- 千葉県香取郡東庄町 - 東大社 - 10月20日
- 千葉県鴨川市 - 吉保八幡神社 - 9月
- 千葉県銚子市柴崎町 - 海上八幡宮 - 旧暦8月15日
- 東京都大田区 - 六郷神社 - 子ども流鏑馬・東京都の無形民俗文化財・1月
- 東京都渋谷区 - 明治神宮 - 例大祭・武田流・11月
- 東京都新宿区 - 穴八幡宮 - 都立戸山公園で実施・小笠原流・10月第2月曜日（スポーツの日）
- 東京都杉並区 - 井草八幡宮 - 5年に一度・小笠原流・10月
- 東京都台東区 - 台東区立隅田公園 - 台東区主催 浅草流鏑馬・小笠原流・4月第3土曜日
- 神奈川県足柄上郡山北町 - 室生神社 - 11月3日（文化の日）
- 神奈川県小田原市 - 曽我梅林 - 武田流・2月11日
- 神奈川県川崎市 - 川崎競馬場 - 武田流・1月3日
- 神奈川県鎌倉市 - 鶴岡八幡宮 - 鎌倉祭り・武田流・4月 - 例大祭・小笠原流・9月 - 崇敬者大祭・小笠原流・10月
- 神奈川県逗子市 - 逗子海岸 - 武田流・11月日曜日
- 神奈川県高座郡寒川町 - 寒川神社 - 武田流・秋の例祭の前日
- 神奈川県三浦市 - 油壺 - 武田流・5月最終日曜日
- 神奈川県横浜市 - 馬の博物館 - 武田流・5月5日（こどもの日）

- 浅草流鏑馬（2010年4月撮影）
- 明治神宮 流鏑馬奉納（2013年11月撮影）
- 穴八幡宮 流鏑馬奉納（2010年10月撮影）
- 鶴岡八幡宮 流鏑馬（2010年10月撮影）
- 穴八幡宮の流鏑馬像

### 中部地方
- 富山県射水市 - 下村加茂神社 - やんさんま・「牛乗式（牛つぶし）」という神事と併催・富山県の無形民俗文化財・10月
- 長野県諏訪郡下諏訪町 - 諏訪大社 - 奉納神事
- 長野県大町市 - 若一王子神社 - 例祭・7月
- 山梨県南都留郡富士河口湖町 - 富士御室浅間神社 - 武田流・9月（2007年4月29日にも実施）
- 山梨県富士吉田市 - 冨士山下宮小室浅間神社 - うまっとばかし・「馬蹄占い」を実施・山梨県の無形民俗文化財・9月19日山梨県富士吉田市、冨士山下宮小室浅間神社の流鏑馬（2020年9月19日撮影）
- 岐阜県土岐市 - 八幡神社 - 例祭・10月
- 岐阜県可児市 - 白鬚神社 - 4月第1日曜日（以前は4月5日に催行した）
- 静岡県富士宮市 - 富士山本宮浅間大社 - 小笠原流・5月5日（こどもの日）
- 静岡県三島市 - 三嶋大社 - 例祭・武田流・8月
- 愛知県豊川市 - 砥鹿神社 - 5月4日（みどりの日）

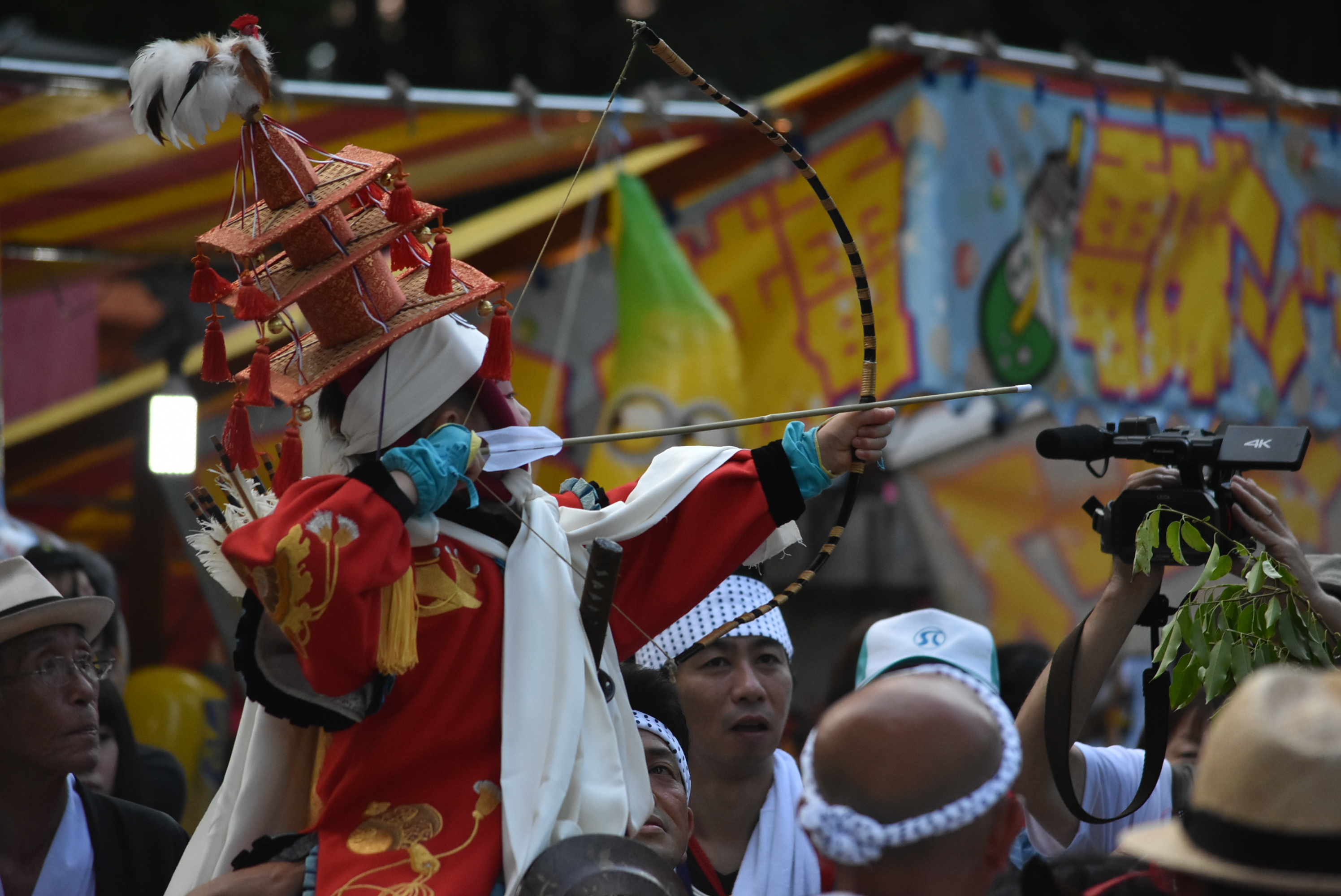
若一王子神社の流鏑馬（2018年7月22日撮影）
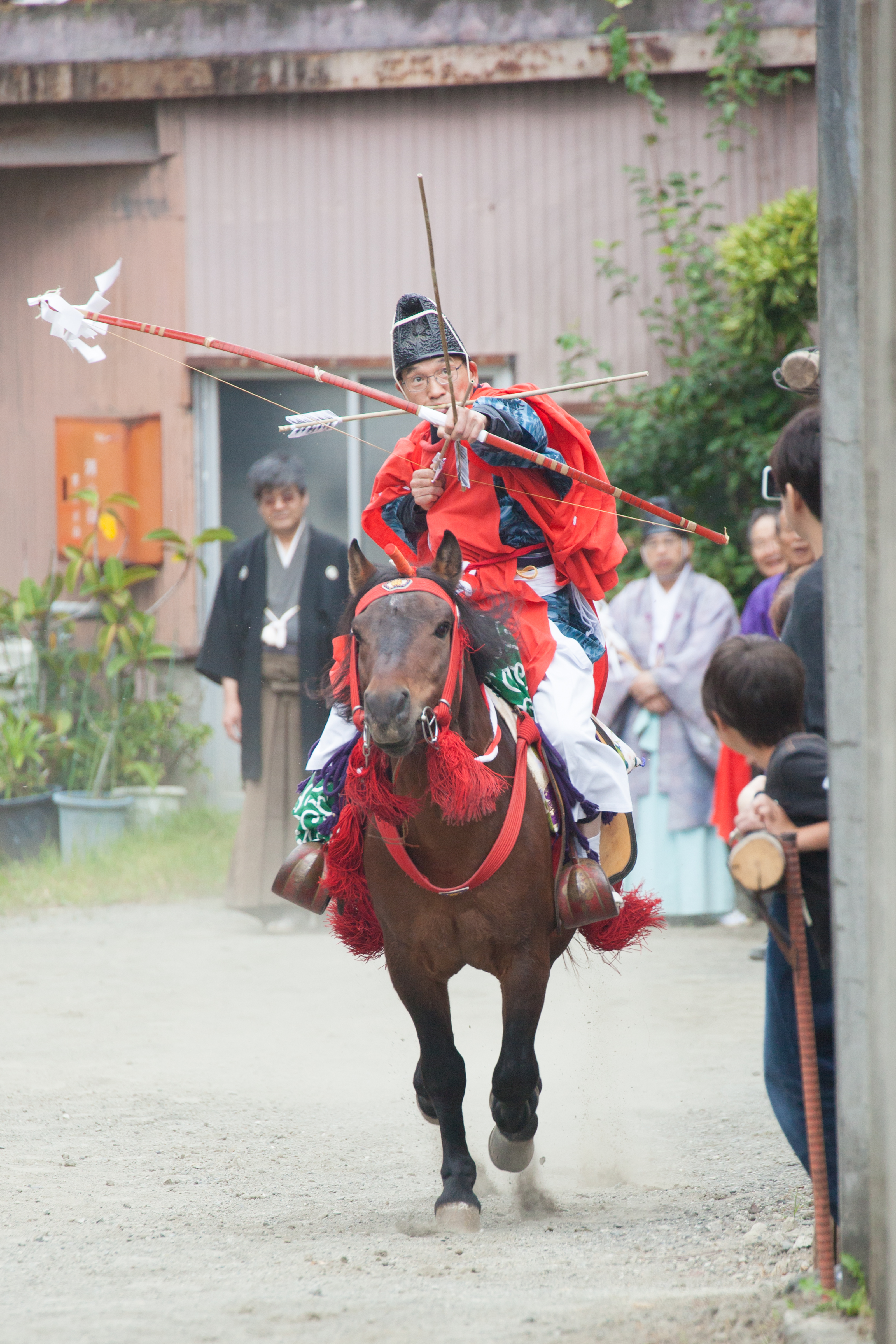
冨士山下宮小室浅間神社の馬蹄占流鏑馬神事（2014年9月19日撮影）

### 近畿地方
- 三重県伊賀市 - 岡八幡宮 - 4月15日前後の日曜日
- 三重県桑名市 - 多度大社 - 流鏑馬祭・小笠原流・11月23日（勤労感謝の日）
- 滋賀県大津市 - 近江神宮 - 武田流・11月3日（文化の日）
- 滋賀県高島市 - 大荒比古神社 - 七川祭・5月4日（みどりの日）
- 京都府京都市北区 - 上賀茂神社 - 馬競会神事（くらべうまえじんじ）・5月5日（こどもの日）
- 京都府京都市北区 - 上賀茂神社 - 武田流・10月
- 京都府京都市左京区 - 下鴨神社 - 葵祭の前儀・小笠原流・5月3日（憲法記念日）
- 大阪府大阪市北区 - 大阪天満宮 - 秋大祭・10月
- 大阪府大阪市住吉区 - 住吉神社 - 10月第2月曜日（スポーツの日）
- 兵庫県神戸市 - 六條八幡神社 - 10月
- 兵庫県丹波篠山市 - 佐佐婆神社 - 10月
- 奈良県天理市 - 石上神宮 - 渡御祭
- 奈良県奈良市 - 春日大社 - 春日若宮おん祭・12月17日
- 和歌山県田辺市 - 鬪雞神社（闘鶏神社） - 田辺祭（本祭）・7月25日
- 和歌山県日高郡みなべ町 - 須賀神社 - 秋祭りの競べ馬・10月

### 中国地方
- 岡山県岡山市北区 - 吉備津彦神社 - 秋季例大祭
- 岡山県加賀郡吉備中央町 - 吉川八幡宮 - 当番祭・10月
- 島根県鹿足郡津和野町 - 鷲原八幡宮 - 小笠原流・4月
- 島根県益田市 - 高津柿本神社 - 八朔祭・陰暦8月1日
- 広島県廿日市市 - 地御前神社（厳島神社の外宮） - 御陵衣祭・旧暦5月5日端午の節句
- 広島県山県郡安芸太田町 - 堀八幡神社 - 秋の例祭日
- 山口県下関市 - 福江八幡宮 - 10月

### 四国地方
- 香川県仲多度郡琴平町 - 金刀比羅宮 - 例大祭・10月
- 徳島県海部郡海陽町 - 大里八幡神社 - 秋祭り・10月第3日曜日
- 愛媛県今治市 - 加茂神社 - 秋祭りのお供馬の行事・10月
- 高知県安芸郡東洋町 - 野根八幡宮 - 秋祭・10月

### 九州地方
- 福岡県大川市 - 風浪宮 - 大祭（おふろうさんまつり）の最終日・2月11日
- 福岡県田川郡香春町 - 鶴岡八幡神社 - 10月第4日曜日
- 福岡県那珂川市 - 現人（あらひと）神社 - 例祭・奉納相撲と併催・10月第3日曜日
- 福岡県福岡市西区 - 飯盛神社 - 旧暦9月9日
- 福岡県福岡市博多区 - 住吉神社 - 例大祭・10月13日
- 福岡県福岡市東区 - 香椎宮 - 秋季氏子大祭
- 福岡県宗像市 - 宗像大社 - 秋季大祭の2日目・10月2日
- 大分県国東市 - 伊美別宮社 - 別宮社やぶさめ・10月
- 大分県宇佐市 - 宇佐神宮 - 流鏑馬神事・8月1日
- 佐賀県鹿島市 - 琴路神社 - 馬かけ神事・11月
- 佐賀県武雄市 - 武雄神社 - 武雄くんち・10月23日
- 長崎県壱岐市 - 與神社 - 壱岐七社に流鏑馬神事と神幸式が古くから伝わる。
- 長崎県壱岐市 - 國片主神社 - 壱岐七社に流鏑馬神事と神幸式が古くから伝わる。
- 長崎県壱岐市 - 本宮八幡神社 - 壱岐七社に流鏑馬神事と神幸式が古くから伝わる。
- 長崎県壱岐市 - 箱崎八幡神社 - 壱岐七社に流鏑馬神事と神幸式が古くから伝わる。
- 長崎県壱岐市 - 白沙八幡神社 - 壱岐七社に流鏑馬神事と神幸式が古くから伝わる。
- 長崎県壱岐市 - 聖母宮 - 壱岐七社に流鏑馬神事と神幸式が古くから伝わる。
- 長崎県壱岐市 - 住吉神社 - 壱岐七社に流鏑馬神事と神幸式が古くから伝わる。
- 長崎県長崎市 - 鎮西大社諏訪神社 - 長崎くんちの奉納踊り後・御神幸（お下り）前の午前中・10月7日
- 長崎県松浦市 - 淀姫神社 - 志佐くんち・10月26日
- 宮崎県宮崎市 - 宮崎神宮 - 4月3日
- 熊本県阿蘇市 - 阿蘇神社 - 秋季大祭（田実祭）
- 熊本県玉名市 - 梅林天満宮 - 梅林天満宮大祭・11月25日
- 熊本県熊本市中央区 - 出水神社 - 水前寺成趣園・武田流・4月24日前後の休日と大祭（10月20日前後）
- 熊本県熊本市中央区 - 熊本城 - お城祭り
- 鹿児島県肝属郡肝付町 - 四十九所神社 - 10月第3日曜日
- 鹿児島県曽於市 - 住吉神社 - 11月第3日曜日
- 鹿児島県日置市 - 大汝牟遅神社 - 11月23日（勤労感謝の日）

## 競技流鏑馬
スポーツ流鏑馬とも呼ばれる。乗馬倶楽部などが主体となり開催される。開催場所毎のルールで競技性を持たせて実施される。競技流鏑馬関係者により、日本伝統の騎射の技の継承と発展や和種馬の存続と活用を目的に、流鏑馬競技連盟が2002年に発足した。

## 海外
モンゴルでは神事として流鏑馬のような騎射が披露される。